# Гланцманн, Кригель
Кристиан «Кригель» Гланцманн (нем. Christian "Chrigel" Glanzmann, родился в 1975 году) — швейцарский музыкант и певец, вокалист группы Eluveitie. Играет на мандоле, арфе, акустической гитаре, вистлах и волынке.

## Дискография

### Eluveitie
- Vên (2003)
- Spirit (2006)
- Slania (2008)
- Evocation I – The Arcane Dominion (2009)
- Everything Remains (As It Never Was) (2010)
- Helvetios (2012)
- Origins (2014)
- Evocation II – Pantheon (2017)
- Ategnatos (2019)

### Branâ Keternâ
- Jod

### Môr Cylch
- Craic

### Гость или сессионный музыкант
- I — Folkearth
- Musik im Dornwald
- Anthems — Roy
- A Tribute To Falkenbach
- 69 Chambers